# Idea blanchardii
Idea blanchardii är en fjärilsart som beskrevs av Élie Marchal 1845. Idea blanchardii ingår i släktet Idea och familjen praktfjärilar. Inga underarter finns listade i Catalogue of Life.

## Bildgalleri

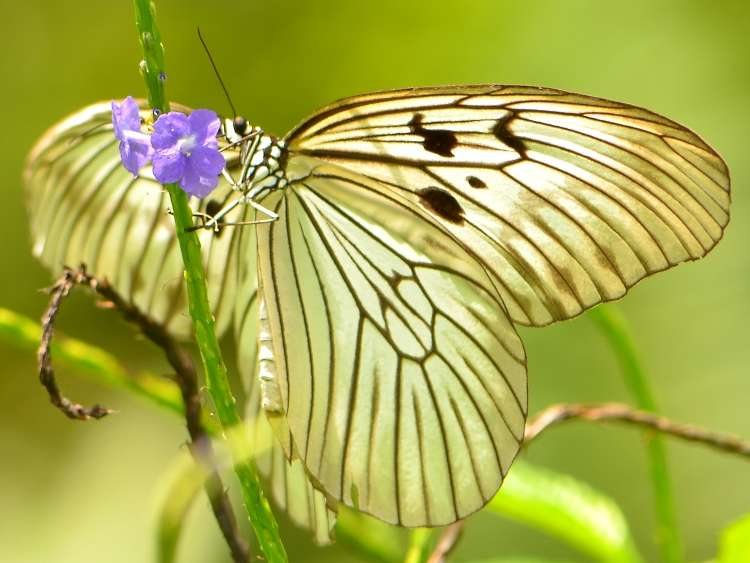